# Jimmy Kimmel

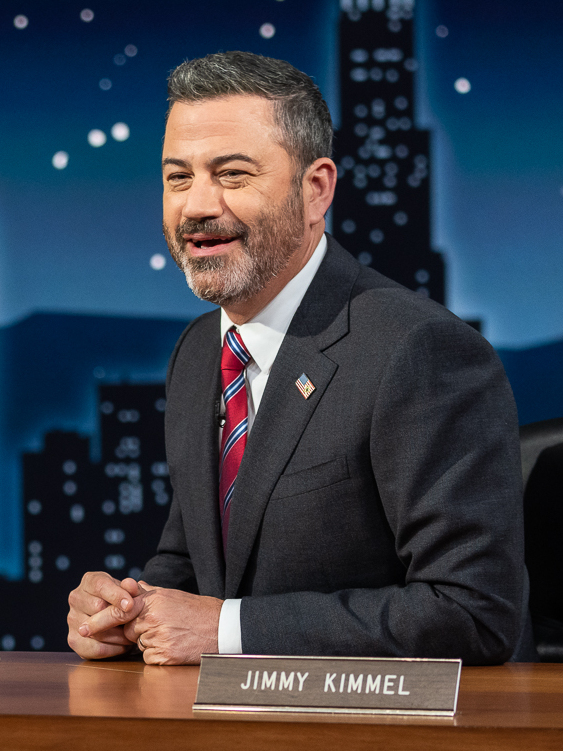
Jimmy Kimmel, 2022

James „Jimmy“ Christian Kimmel (* 13. November 1967 in New York City) ist ein US-amerikanisch-italienischer Talkshow-Moderator, Comedian und Produzent.

## Leben
Jimmy Kimmels Vorfahren sind deutscher, irischer, italienischer und albanischer Herkunft. Seine Familie zog nach Las Vegas, als er neun war. Er machte seinen Abschluss an der Ed W. Clark High School und besuchte später die University of Nevada, Las Vegas für ein Jahr sowie die Arizona State University für zwei Jahre, ohne einen Abschluss zu machen.
Nach Anfängen in Radio-Shows und als Comedian beim Sender Comedy Central begann Kimmel nach der letzten Show bei Comedy Central The Man Show, ein eigenes Format zu entwickeln. Er produziert und moderiert die Late-Night-Show Jimmy Kimmel Live! bei ABC. Die Sendung wird seit 2003 ausgestrahlt.
Kimmel und seine damalige Verlobte Gina heirateten im Juni 1988. Sie haben einen gemeinsamen Sohn und eine Tochter. Die Ehe endete mit der Scheidung im Jahr 2002. Bis zum Sommer 2008 war Kimmel mit der Komikerin Sarah Silverman liiert. Seit Oktober 2009 ist er mit Molly McNearney zusammen, die auch als Autorin für Jimmy Kimmel Live! arbeitet. Nach ihrer Verlobung im August 2012 heirateten sie im Juli 2013. Zusammen haben die beiden zwei Kinder, eine Tochter (* 2014) und einen Sohn (* 2017).
Im April 2012 moderierte er das traditionelle Dinner der White House Correspondents’ Association. Außerdem war er dreimal Gastgeber der Emmy-Awards (2012, 2016, 2020) und führte im Februar 2017, im März 2018 sowie im März 2023 und März 2024 durch die Oscarverleihung.
Im Januar 2013 erhielt Kimmel einen Stern auf dem Hollywood Walk of Fame genau vor seiner Hauptwirkungsstätte, dem El Capitan Theatre (6840 Hollywood Boulevard).
In der englischen Fassung zum Film The Boss Baby spricht Kimmel die Rolle von Ted Templeton.